# Palpita dispersalis
Palpita dispersalis là một loài bướm đêm trong họ Crambidae.